# 大阪市立此花総合高等学校
大阪市立此花総合高等学校（おおさかしりつ このはなそうごうこうとうがっこう）は、かつて大阪府大阪市此花区酉島二丁目にあった総合学科の公立高等学校。学校統廃合に伴い、2008年度・2009年度の2年間のみ此花区西九条6丁目の大阪市立咲くやこの花中学校・高等学校内に校舎を設置していた。

## 概要
1963年に開校した大阪市立此花工業高等学校が前身となっている。1998年に総合学科へと改編され、校名も大阪市立此花総合高等学校へと改称された。
総合学科の中に国際コミュニケーション・数理科学・メカトロニクス・食物文化・芸術メディア・健康スポーツの6系列（1998年度-2005年度は8系列）を設置し、生徒は自らの希望進路や興味関心に応じて授業を選択していた。食物文化系列では調理師資格の取得も可能となっていた。
2008年度に大阪市立扇町高等学校と統合し、大阪市此花区西九条6丁目に中高一貫校・大阪市立咲くやこの花高等学校を設置した。これに伴い此花総合高等学校は2008年度以降の新入生募集を停止し、最終学年の在校生が卒業した2010年3月に閉校した。また在校生も2008年度・2009年度の2年間は大阪市立咲くやこの花高等学校の校舎内に移転し、咲くやこの花高等学校および扇町高等学校と同居する形となった。

## 沿革
1962年4月1日付で開校準備室を設置し、同年10月24日に大阪市立此花工業高等学校の校名が決定した。校名が決定した同日を創立記念日と位置づけていた。
翌1963年4月1日付で大阪市立此花工業高等学校として開校した。当初は大阪市立都島工業高等学校・大阪市立産業教育共同実習所の2ヶ所に設置された仮校舎で授業をおこなっていた。1963年中に此花区酉島2丁目に校舎竣工し移転し、2008年まで酉島での教育活動をおこなった。
その間の1998年には総合学科へと改編し、大阪市立此花総合高等学校に改称している。
- 1962年4月1日 - 開設準備室を設立。
- 1962年10月24日 - 大阪市立此花工業高等学校に校名決定。
- 1963年4月1日 - 大阪市立此花工業高等学校として開校（機械技術科、電気技術科、化学技術科）。
- 1982年3月31日 - 設置学科の名称を機械科、電気科、工業化学科に変更。
- 1998年4月1日 - 大阪市立此花総合高等学校に改称。工業科を募集停止し総合学科へ改編。8系列を設置。
- 2000年3月 - 此花工業高等学校の最終学年が卒業。
- 2006年 - 従来の8系列を6系列に再編。
- 2008年 - 新入生の募集停止。大阪市立咲くやこの花高等学校へ統合。在校生も咲くやこの花高等学校内に設置された新校舎に移転。
- 2010年3月6日 - 最終学年の卒業式・閉校式を実施。
- 2010年3月31日 - 閉校。

## 出身者
- 大平サブロー - お笑いタレント、元漫才師「太平サブロー・シロー」
- 上條嘉嗣 - ボートレーサー

## 交通
（2008年3月まで）
- 阪神西大阪線 伝法駅 西へ約1km。
- 大阪市営バス 「此花総合高校前」バス停（当時の名称。学校移転後「酉島小学校」バス停に改称）下車すぐ。

（2008年4月-2010年3月）
- 大阪環状線・桜島線（JRゆめ咲線）・阪神なんば線 西九条駅 南西へ約400m。